# Volturno (nome)
Volturno  è un nome proprio di persona italiano maschile.

## Origine e diffusione

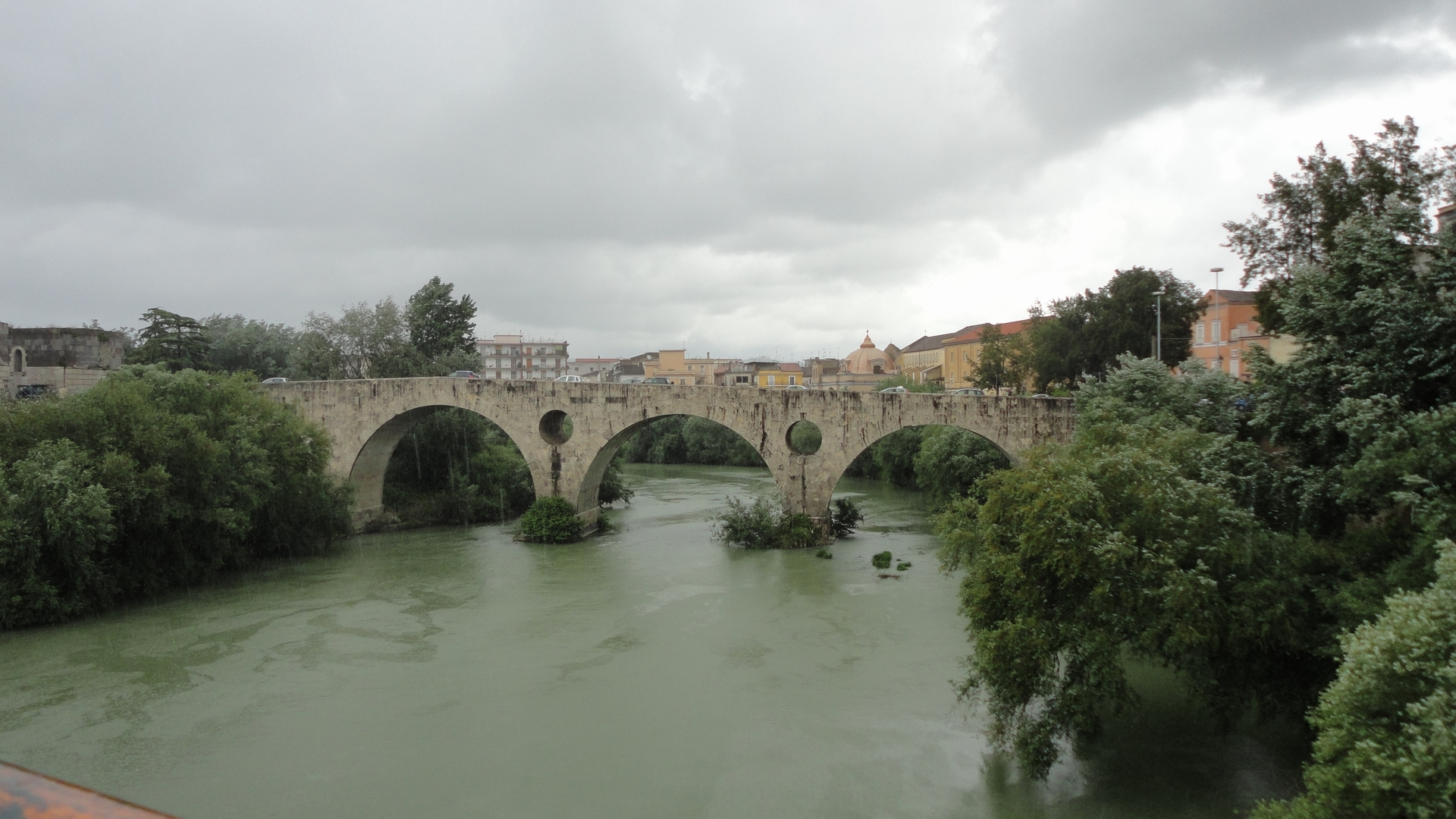
Il Volturno a Capua

È un nome patriottico risorgimentale, ripreso dal nome del fiume Volturno, sul quale venne combattuta da Giuseppe Garibaldi, nel 1860, la battaglia con la quale arrestò le truppe borboniche. Il nome del fiume deriva dal latino Volturnus, basato su volvere, "rotolare", in riferimento al suo scorrere.
Si tratta di uno dei numerosi nomi ispirati all'ambito fluviale; fra gli altri, si contano anche Nilo, Eridano, Giordano, Kelvin, Clyde, Shannon e Sabrina. È diffuso nel centro e nel nord d'Italia ed è attestato specificamente in Emilia ed in Romagna.

## Onomastico
Il nome è adespota, non avendo santi che lo abbiano portato. L'onomastico può essere festeggiato il 1º novembre, per la festa di Ognissanti.

## Persone
- Volturno Diotallevi, calciatore e allenatore di calcio italiano